# Stemma del Nicaragua
Lo stemma del Nicaragua, chiamato Escudo Nacional, fu adottato per la prima volta il 21 agosto 1823 (come stemma dell'America Centrale), ma ha subito parecchi cambiamenti durante il corso della storia, fino all'ultima versione introdotta nel 1971.
L'emblema ha la forma di un triangolo equilatero, circondato da una scritta circolare che recita: "República de Nicaragua - America Central". Il triangolo ha significato di uguaglianza, l'arcobaleno rappresenta la pace mentre il berretto frigio è simbolo di libertà. I cinque vulcani rappresentano infine l'unione e la fraternità dei cinque paesi fondatori delle originarie cinque Province Unite dell'America Centrale.

## Evoluzione dello stemma

Stemma delle Province Unite dell'America Centrale (1823-1825)
Stemma della Repubblica Federale dell'America Centrale (1825-1842)
Stemma della Grande Repubblica dell'America Centrale (1895-1898)
Stemma del Nicaragua (1854)
Stemma del Nicaragua (1880-1908)
Stemma del Nicaragua (1908-1971)